# Thomas Steu
Thomas Steu (ur. 9 lutego 1994 w Bludenz) – austriacki saneczkarz, dwukrotny medalista igrzysk olimpijskich, dwukrotny zdobywca Pucharu Świata, dwukrotny złoty medalista mistrzostw świata juniorów w Igls oraz wielokrotny medalista mistrzostw Europy i mistrzostw świata.

## Kariera
W 2010 roku rozpoczął występy w Pucharze Świata juniorów, w którym w sezonie 2010/2011 uplasował się na najniższym stopniu podium w klasyfikacji generalnej jedynek. Rok później wziął udział w mistrzostwach świata juniorów w Oberhofie, na których zajął 17. miejsce w konkurencji jedynek oraz w mistrzostwach Europy juniorów w Igls, na których był jedenasty w jedynkach. W 2012 roku pojawił się na igrzyskach olimpijskich młodzieży w Innsbrucku, gdzie zajął 6. miejsce w konkurencji dwójek, w której startował z Lorenzem Kollerem, będącym odtąd jego stałym partnerem w tej konkurencji na zawodach każdej rangi. W tym samym roku wystartował także w mistrzostwach Europy juniorów w Winterbergu, na których zdobył brązowy medal w sztafecie i zajął 11. miejsce w konkurencji jedynek oraz na mistrzostwach świata juniorów w Königssee, na których był piętnasty w jedynkach.
16 listopada 2013 roku miał miejsce jego debiut i zarazem zdobycie pierwszych punktów w Pucharze Świata, kiedy to na rozgrywanych w Lillehammer zawodach sezonu 2013/2014 zajął 6. miejsce w konkurencji dwójek. Rok później, na mistrzostwach Europy juniorów w Siguldzie zdobył srebrny medal w dwójkach, zaś na mistrzostwach świata juniorów w Igls wywalczył złoty medal zarówno w konkurencji dwójek, jak i w konkurencji sztafetowej. W 2015 roku wziął udział w mistrzostwach świata w Siguldzie, na których zajął 16. miejsce w konkurencji dwójek, a także w mistrzostwach Europy w Soczi, z których wrócił z 15. miejscem w dwójkach. W 2016 roku pojawił się na mistrzostwach świata w Königssee, na których zajął 6. miejsce w konkurencji sprintu dwójek i nie ukończył konkurencji dwójek oraz na mistrzostwach Europy w Altenbergu, z których wrócił z dwójkowym 8. miejscem. W tym samym roku, 21 lutego zaliczył pierwsze podium w Pucharze Świata, kiedy to na rozgrywanych w Winterbergu zawodach sezonu 2013/2014 zajął 3. miejsce w konkurencji sztafetowej. Jego sztafeta, w której startował z Lorenzem Kollerem, Miriam Kastlunger i Wolfgangiem Kindlem przegrała tylko z ekipami z Kanady i Rosji.
W 2017 roku wziął udział w mistrzostwach Europy w Königssee, na których zdobył srebrny medal w sztafecie i był czwarty w dwójkach, w mistrzostwach świata w Igls, na których zajął 4. miejsce w konkurencji sprintu dwójek i 10. w konkurencji dwójek, a także w mistrzostwach świata do lat 23 w Igls, które przyniosły mu dwójkowy złoty medal. W 2018 roku pojawił się na mistrzostwach Europy w Siguldzie, na których był dziesiąty w konkurencji dwójek oraz na igrzyskach olimpijskich w Pjongczangu, z których wrócił z 4. miejscem w dwójkach. W tym samym roku, 24 listopada zaliczył pierwsze dwójkowe podium i zarazem odniósł pierwsze zwycięstwo w Pucharze Świata, pokonując na rozgrywanych w Igls zawodach sezonu 2018/2019 dwójkę niemiecką: Toni Eggert/Sascha Benecken i rosyjską: Władisław Jużakow/Jurij Prochorow.
W 2019 roku pojawił się na mistrzostwach świata w Winterbergu, na których zdobył brązowy medal w konkurencji sprintu dwójek oraz dwójek, w obu plasując się za dwójkami niemieckimi: Toni Eggert/Sascha Benecken i Tobias Wendl/Tobias Arlt, a także srebrny medal w konkurencji sztafetowej, w której jego sztafeta współtworzona przez Lorenza Kollera, Hannę Prock i Reinharda Eggera rozdzieliła na podium ekipy z Rosji i Niemiec.
W związku z zakończeniem kariery przez Lorenza Kollera od sezonu 2023/2024 partnerem Thomasa Steu w dwójkach jest Wolfgang Kindl.

## Osiągnięcia

### Igrzyska olimpijskie
| Rok  | Miejsce    | Dwójki | Sztafeta |
| ---- | ---------- | ------ | -------- |
| 2018 | Pjongczang | 4.     | –        |
| 2022 | Pekin      | 3.     | 2.       |

### Mistrzostwa świata
| Rok  | Miejsce    | Dwójki | Dwójki-sprint  | Dwójki mieszane | Sztafeta |
| ---- | ---------- | ------ | -------------- | --------------- | -------- |
| 2015 | Sigulda    | 16.    | nie rozgrywano | nie rozgrywano  | –        |
| 2016 | Königssee  | dnf    | 6.             | nie rozgrywano  | –        |
| 2017 | Igls       | 10.    | 4.             | nie rozgrywano  | –        |
| 2019 | Winterberg | 3.     | 3.             | nie rozgrywano  | 2.       |
| 2020 | Soczi      | -      | -              | nie rozgrywano  | -        |
| 2021 | Königssee  | 6.     | 4.             | nie rozgrywano  | 1.       |
| 2023 | Oberhof    | 4.     | 7.             | nie rozgrywano  | -        |
| 2024 | Alteneberg | 2.     | 2.             | nie rozgrywano  | -        |
| 2025 | Whistler   | 4.     | nie rozgrywano | 1.              | 2.       |

### Mistrzostwa Europy
| Rok  | Miejsce      | Dwójki | Sztafeta |
| ---- | ------------ | ------ | -------- |
| 2015 | Soczi        | 15.    | –        |
| 2016 | Altenberg    | 8.     | –        |
| 2017 | Königssee    | 4.     | 2.       |
| 2018 | Sigulda      | 10.    | –        |
| 2019 | Oberhof      | 4.     | 4.       |
| 2020 | Lillehammer  | 2.     | 1.       |
| 2021 | Sigulda      | 5.     | dsq      |
| 2022 | Sankt Moritz | 6.     | dsq      |
| 2023 | Sigulda      | 7.     | –        |
| 2024 | Igls         | 1.     | 1.       |
| 2025 | Winterberg   | 4.     | -        |

### Puchar Świata

#### Miejsca w klasyfikacji generalnej
| Sezon     | Miejsce |
| --------- | ------- |
| 2012/2013 | 39.     |
| 2013/2014 | 27.     |
| 2014/2015 | 13.     |
| 2015/2016 | 13.     |
| 2016/2017 | 8.      |
| 2017/2018 | 12.     |
| 2018/2019 | 2.      |
| 2019/2020 | 7.      |
| 2020/2021 | 1.      |
| 2021/2022 | 6.      |
| 2022/2023 | 7.      |
| 2023/2024 | 1.      |
| 2024/2025 | 3.      |

#### Miejsca na podium w zawodach Pucharu Świata - indywidualnie
Stan na koniec sezonu 2023/2024
| Lp. | Data       | Miejsce     | Konkurencja   | Lokata | Partner        |
| --- | ---------- | ----------- | ------------- | ------ | -------------- |
| 1.  | 24.11.2018 | Igls        | dwójki        | 1      | Lorenz Koller  |
| 2.  | 25.11.2018 | Igls        | dwójki-sprint | 1      | Lorenz Koller  |
| 3.  | 07.12.2018 | Calgary     | dwójki        | 3      | Lorenz Koller  |
| 4.  | 15.12.2018 | Lake Placid | dwójki        | 3      | Lorenz Koller  |
| 5.  | 05.01.2019 | Königssee   | dwójki        | 3      | Lorenz Koller  |
| 6.  | 02.02.2019 | Altenberg   | dwójki        | 1      | Lorenz Koller  |
| 7.  | 23.11.2019 | Igls        | dwójki        | 3      | Lorenz Koller  |
| 8.  | 30.11.2019 | Lake Placid | dwójki        | 3      | Lorenz Koller  |
| 9.  | 11.01.2020 | Altenberg   | dwójki        | 1      | Lorenz Koller  |
| 10. | 18.01.2020 | Lillehammer | dwójki        | 2      | Lorenz Koller  |
| 11. | 28.11.2020 | Igls        | dwójki        | 1      | Lorenz Koller  |
| 12. | 29.11.2020 | Igls        | dwójki-sprint | 1      | Lorenz Koller  |
| 13. | 05.12.2020 | Altenberg   | dwójki        | 1      | Lorenz Koller  |
| 14. | 12.12.2020 | Oberhof     | dwójki        | 2      | Lorenz Koller  |
| 15. | 20.12.2020 | Winterberg  | dwójki-sprint | 2      | Lorenz Koller  |
| 16. | 02.01.2021 | Königssee   | dwójki        | 3      | Lorenz Koller  |
| 17. | 16.01.2021 | Oberhof     | dwójki        | 1      | Lorenz Koller  |
| 18. | 23.01.2021 | Igls        | dwójki        | 3      | Lorenz Koller  |
| 19. | 24.01.2021 | Igls        | dwójki-sprint | 2      | Lorenz Koller  |
| 20. | 20.11.2021 | Yanqing     | dwójki        | 2      | Lorenz Koller  |
| 21. | 11.12.2021 | Altenberg   | dwójki        | 1      | Lorenz Koller  |
| 22. | 18.12.2021 | Igls        | dwójki        | 1      | Lorenz Koller  |
| 23. | 19.12.2021 | Igls        | dwójki-sprint | 3      | Lorenz Koller  |
| 24. | 01.01.2022 | Winterberg  | dwójki        | 2      | Lorenz Koller  |
| 25. | 03.12.2022 | Igls        | dwójki        | 2      | Lorenz Koller  |
| 26. | 08.12.2023 | Lake Placid | dwójki        | 2      | Wolfgang Kindl |
| 27. | 09.12.2023 | Lake Placid | dwójki-sprint | 2      | Wolfgang Kindl |
| 28. | 15.12.2023 | Whistler    | dwójki        | 2      | Wolfgang Kindl |
| 29. | 13.01.2024 | Igls        | dwójki        | 1      | Wolfgang Kindl |
| 30. | 03.02.2024 | Altenberg   | dwójki        | 2      | Wolfgang Kindl |
| 31. | 10.02.2024 | Oberhof     | dwójki        | 1      | Wolfgang Kindl |
| 32. | 17.02.2024 | Oberhof     | dwójki        | 1      | Wolfgang Kindl |
| 33. | 18.02.2024 | Oberhof     | dwójki-sprint | 2      | Wolfgang Kindl |
| 34. | 24.02.2024 | Sigulda     | dwójki        | 3      | Wolfgang Kindl |
| 35. | 02.03.2024 | Sigulda     | dwójki        | 3      | Wolfgang Kindl |

#### Miejsca na podium w zawodach Pucharu Świata – drużynowo
Stan na koniec sezonu 2023/2024
| Lp. | Data       | Miejsce      | Konkurencja | Lokata |
| --- | ---------- | ------------ | ----------- | ------ |
| 1.  | 21.02.2016 | Winterberg   | sztafeta    | 3      |
| 2.  | 06.01.2017 | Königssee    | sztafeta    | 3      |
| 3.  | 08.12.2018 | Calgary      | sztafeta    | 3      |
| 4.  | 06.01.2019 | Königssee    | sztafeta    | 2      |
| 5.  | 24.11.2019 | Igls         | sztafeta    | 2      |
| 6.  | 19.01.2020 | Lillehammer  | sztafeta    | 1      |
| 7.  | 29.11.2020 | Igls         | sztafeta    | 2      |
| 8.  | 13.12.2020 | Oberhof      | sztafeta    | 2      |
| 9.  | 03.01.2021 | Königssee    | sztafeta    | 1      |
| 10. | 21.11.2021 | Yanqing      | sztafeta    | 1      |
| 11. | 02.02.2022 | Winterberg   | sztafeta    | 2      |
| 12. | 16.01.2022 | Oberhof      | sztafeta    | 3      |
| 13. | 19.02.2023 | Sankt Moritz | sztafeta    | 3      |
| 14. | 16.12.2023 | Whistler     | sztafeta    | 2      |
| 15. | 14.01.2024 | Igls         | sztafeta    | 1      |
| 16. | 11.02.2024 | Oberhof      | sztafeta    | 3      |